# Marjorie Gladman
Marjorie « Midge » Gladman (21 juin 1908, Santa Monica - 9 novembre 1999, Peterborough) est une joueuse de tennis américaine de l'entre-deux-guerres. Elle est aussi connue sous son nom de femme mariée, Marjorie Gladman-Van Ryn.
En 1936, elle a remporté le double dames des Internationaux des États-Unis, associée à Carolin Babcock, atteignant en outre la finale en 1937 et 1940. 
Avec Joan Hartigan, elle a été finaliste aux Internationaux d'Australie en 1933.
En simple, elle s'est imposée en 1928 au tournoi de Cincinnati.
Son mari John Van Ryn, épousé en 1930, était également joueur de tennis, multiple vainqueur de tournois du Grand Chelem en double.
Divorcée, elle épouse en secondes noces Richard Buck le 1er mars 1947.

## Palmarès (partiel)

### Titres en simple dames
| No | Date | Nom et lieu du tournoi            | Catégorie | Surface    | Finaliste          | Score    |  |
| -- | ---- | --------------------------------- | --------- | ---------- | ------------------ | -------- |  |
| 1  | 1928 | Canadian Championships            |           | NC         | NC                 | NC       |  |
| 2  | 1928 | Cincinnati tournament, Cincinnati |           | Dur (ext.) | Clara Louise Zinke | 6-4, 6-4 |  |

### Titres en double dames
| No | Date       | Nom et lieu du tournoi                 | Catégorie | Surface      | Partenaire      | Finalistes                | Score         |          |
| -- | ---------- | -------------------------------------- | --------- | ------------ | --------------- | ------------------------- | ------------- | -------- |
| 1  | 1928       | Canadian Championships                 |           | NC           | A.H. Chaplin    | NC                        | NC            |          |
| 2  | 03/09/1936 | US National Championships Forest Hills | G. Chelem | Gazon (ext.) | Carolin Babcock | Helen Jacobs Sarah Fabyan | 9-7, 2-6, 6-4 | Parcours |

### Finales en double dames
| No | Date       | Nom et lieu du tournoi                 | Catégorie | Surface      | Vainqueures                              | Partenaire       | Score         |          |
| -- | ---------- | -------------------------------------- | --------- | ------------ | ---------------------------------------- | ---------------- | ------------- | -------- |
| 1  | 30/09/1930 | Pacific Coast Championships Berkeley   |           | Terre (ext.) | Edith Cross Anna McCune Harper           | Marjorie Morrill | 4-6, 6-3, 6-2 | Parcours |
| 2  | 21/01/1933 | Australian Championships Melbourne     | G. Chelem | Gazon (ext.) | Margaret Molesworth Emily Hood Westacott | Joan Hartigan    | 6-3, 6-2      | Parcours |
| 3  | 02/09/1937 | US National Championships Forest Hills | G. Chelem | Gazon (ext.) | Sarah Fabyan Alice Marble                | Carolin Babcock  | 7-5, 6-4      | Parcours |
| 4  | 02/09/1940 | US National Championships Forest Hills | G. Chelem | Gazon (ext.) | Sarah Palfrey Alice Marble               | Dorothy Bundy    | 6-4, 6-3      | Parcours |

### Finale en double mixte
| No | Date       | Nom et lieu du tournoi             | Catégorie | Surface      | Vainqueures                         | Partenaire      | Score           |          |
| -- | ---------- | ---------------------------------- | --------- | ------------ | ----------------------------------- | --------------- | --------------- | -------- |
| 1  | 21/01/1933 | Australian Championships Melbourne | G. Chelem | Gazon (ext.) | Marjorie Cox Crawford Jack Crawford | Ellsworth Vines | 3-6, 7-5, 13-11 | Parcours |

## Parcours en Grand Chelem (partiel)
Si l’expression « Grand Chelem » désigne classiquement les quatre tournois les plus importants de l’histoire du tennis, elle n'est utilisée pour la première fois qu'en 1933, et n'acquiert la plénitude de son sens que peu à peu à partir des années 1950.

### En simple dames
| Année | Championnat d'Australie | Championnat d'Australie | Internationaux de France | Internationaux de France | Wimbledon       | Wimbledon       | US National | US National |
| ----- | ----------------------- | ----------------------- | ------------------------ | ------------------------ | --------------- | --------------- | ----------- | ----------- |
| 1931  | -                       | -                       | 1er tour (1/32)          | J. Goldschmidt           | 4e tour (1/8)   | Simonne Mathieu | -           | -           |
| 1933  | 1er tour (1/16)         | G. Bond                 | -                        | -                        | -               | -               | -           | -           |
| 1936  | -                       | -                       | -                        | -                        | 1er tour (1/64) | Billie Yorke    | -           | -           |

À droite du résultat, l’ultime adversaire.

### En double dames
| Année | Championnat d'Australie | Championnat d'Australie  | Internationaux de France | Internationaux de France  | Wimbledon                  | Wimbledon                 | US National                | US National                |
| ----- | ----------------------- | ------------------------ | ------------------------ | ------------------------- | -------------------------- | ------------------------- | -------------------------- | -------------------------- |
| 1931  | -                       | -                        | 2e tour (1/8) S. Barbier | Sylvie Jung Josane Sigart | 1/4 de finale Anna McCune  | E. Bennett Betty Nuthall  | -                          | -                          |
| 1933  | Finale Joan Hartigan    | M. Molesworth Emily Hood | -                        | -                         | -                          | -                         | -                          | -                          |
| 1936  | -                       | -                        | -                        | -                         | 1er tour (1/32) C. Babcock | A. de Smidt Betty Nuthall | Victoire C. Babcock        | Helen Jacobs Sarah Fabyan  |
| 1937  | -                       | -                        | -                        | -                         | -                          | -                         | Finale C. Babcock          | Sarah Fabyan Alice Marble  |
| 1940  | -                       | -                        | -                        | -                         | -                          | -                         | Finale Dorothy Bundy       | Sarah Palfrey Alice Marble |
| 1958  | -                       | -                        | -                        | -                         | -                          | -                         | 1/4 de finale K. Winthrop  | Mary Bevis Thelma Coyne    |
| 1964  | -                       | -                        | -                        | -                         | -                          | -                         | 2e tour (1/16) K. Winthrop | M. Smith Lesley Turner     |
| 1965  | -                       | -                        | -                        | -                         | -                          | -                         | 2e tour (1/8) K. Winthrop  | B. J. King Karen Hantze    |

Sous le résultat, la partenaire ; à droite, l’ultime équipe adverse.

### En double mixte
| Année | Championnat d'Australie | Championnat d'Australie    | Internationaux de France | Internationaux de France | Wimbledon | Wimbledon | US National | US National |
| 1933  | Finale E. Vines         | Marjorie Cox Jack Crawford | -                        | -                        | -         | -         | -           | -           |

Sous le résultat, le partenaire ; à droite, l’ultime équipe adverse.